# II Cumbre Iberoamericana
La II Cumbre Iberoamericana de Jefes de Estado y de Gobierno (en portugués, II Cúpula Ibero-Americana de Chefes de Estado e de Governo), fue la segunda cumbre, la primera que se celebraba en España, que reunió a los 21 países miembros, que se realizó en la capital del país, Madrid, entre los días 23 y 24 de julio de 1992. En ella se reunieron los 21 jefes de Estado y de Gobierno de los países miembros, aunque con algunas ausencias notables. La cumbre coincidió con la celebración del 500 aniversario del descubrimiento de América, la Exposición Universal de Sevilla, los Juegos Olímpicos de Barcelona 1992, Madrid como La Capital Europea de la Cultura y las vísperas sacramentales de un revitalizado y precursor Año Jacobeo Universal; concelebrado a escala global. Hechos que "hicieron historia viva", guardándose  recuerdo, festejado en jubileo de efemérides aúricas: de las costumbres, tradiciones, hechos histórico-culturales que hicieron recobrar fama conmemorativa a algo más que una reunión de Alta Política, en Común Cultura Compartida PanIberófila.

## Temas de discusión
El lema de la Cumbre fue “creación de nuevos instrumentos operativos que permitan la cultura de cooperación”. En la cumbre, se debatieron cuatro temas principalmente:
1. Concertación política.
2. Economía, Integración y Cooperación.
3. Educación y Modernización. Programas de Cooperación.
4. Desarrollo Social y Humano. Desarrollo Sostenible.

## Declaración final
Se hizo una defensa de la democracia representativa, el respeto de los derechos humanos y las libertades fundamentales. En cuanto a la concertación política se reafirmaron los valores de las Naciones Unidas frente al cambio geopolítico tras la caída de la Unión Soviética. Así mismo, se hizo una declaración de apoyo a los tratados de limitación de armas nucleares, químicas y biológicas que han firmado los países miembros.
Además se reafirmó el compromiso contra el narcotráfico y el terrorismo. Los Estados miembros se adhirieron en apoyo a los Acuerdos de Paz de Chapultepec (1992) que puso fin a la guerra civil de El Salvador (1979-1992). En aspectos económicos se refiere al desarrollo de la Ronda de Uruguay (1986) del GATT, como en la cumbre anterior, del mismo modo que se menciona los avances económicos de Mercosur, la Comunidad Andina y la Unión Europea.
La declaración de Madrid sirvió para crear un marco de cooperación y toma de decisiones entre los ministros de relaciones exteriores de los 21 países miembros en aspectos importantes, urgentes y de relevancia a través de reuniones periódicas.
En los temas de educación se habló de un marco educativo universitario de cooperación e intercambio posgraduado (Programa MUTIS). En materia de desarrollo se acordó una serie de programas como Fondo para el Desarrollo de los Pueblos Indígenas de América Latina y el Caribe, el Acuerdo Iberoamericano de Seguridad Social y el Plan Regional de Inversiones en Ambiente y Salud.

## Líderes que asistieron
| Bandera de Argentina               | Argentina            | Carlos Menem                   | Presidente                  |
| Bandera de Bolivia                 | Bolivia              | Jaime Paz Zamora               | Presidente                  |
| Bandera de Brasil                  | Brasil               | Fernando Collor de Mello       | Presidente                  |
| Bandera de Chile                   | Chile                | Patricio Aylwin                | Presidente                  |
| Bandera de Colombia                | Colombia             | César Gaviria                  | Presidente                  |
| Bandera de Costa Rica              | Costa Rica           | Rafael Ángel Calderón Fournier | Presidente                  |
| Bandera de Cuba                    | Cuba                 | Fidel Castro                   | Presidente                  |
| Bandera de Ecuador                 | Ecuador              | Rodrigo Borja Cevallos         | Presidente                  |
| Bandera de El Salvador             | El Salvador          | Alfredo Cristiani              | Presidente                  |
| Bandera de España                  | España (anfitrión)   | Juan Carlos I Felipe González  | Rey Presidente del Gobierno |
| Bandera de Guatemala               | Guatemala            | Jorge Serrano Elías            | Presidente                  |
| Bandera de Honduras                | Honduras             | Rafael Leonardo Callejas       | Presidente                  |
| Bandera de México                  | México               | Carlos Salinas de Gortari      | Presidente                  |
| Bandera de Nicaragua               | Nicaragua            | Violeta Chamorro               | Presidenta                  |
| Bandera de Panamá                  | Panamá               | Guillermo Endara               | Presidente                  |
| Bandera de Paraguay                | Paraguay             | Andrés Rodríguez Pedotti       | Presidente                  |
| Bandera de Portugal                | Portugal             | Aníbal Cavaco Silva            | Primer ministro             |
| Bandera de la República Dominicana | República Dominicana | Joaquín Balaguer               | Presidente                  |
| Bandera de Uruguay                 | Uruguay              | Luis Alberto Lacalle           | Presidente                  |
| Estados Asociados                  |                      |                                |                             |
| Bandera de Puerto Rico             | Puerto Rico          | Rafael Hernández Colón         | Gobernador                  |
| Líderes ausentes                   |                      |                                |                             |
| Bandera de Perú                    | Perú                 | Alberto Fujimori               | Presidente                  |
| Bandera de Portugal                | Portugal             | Mário Soares                   | Presidente                  |
| Bandera de Venezuela               | Venezuela            | Carlos Andrés Pérez            | Presidente                  |

| Predecesor: I Cumbre Iberoamericana de Guadalajara | II Cumbre Iberoamericana de Jefes de Estado y de Gobierno (Madrid) 1992 | Sucesor: III Cumbre Iberoamericana de Salvador de Bahía |